# Lagoa de Jacarepaguá
La lagune de Jacarepaguá est une lagune située dans les quartiers de Jacarepaguá et de Barra da Tijuca, dans la zone ouest de la municipalité de Rio de Janeiro, au Brésil.

## Toponyme
« Jacarepaguá » est un terme d'origine Tupi qui signifie « anse du lieu des alligators », par la jonction des termes îakaré (alligator), paba (lieu) et kûá (anse).

## Description

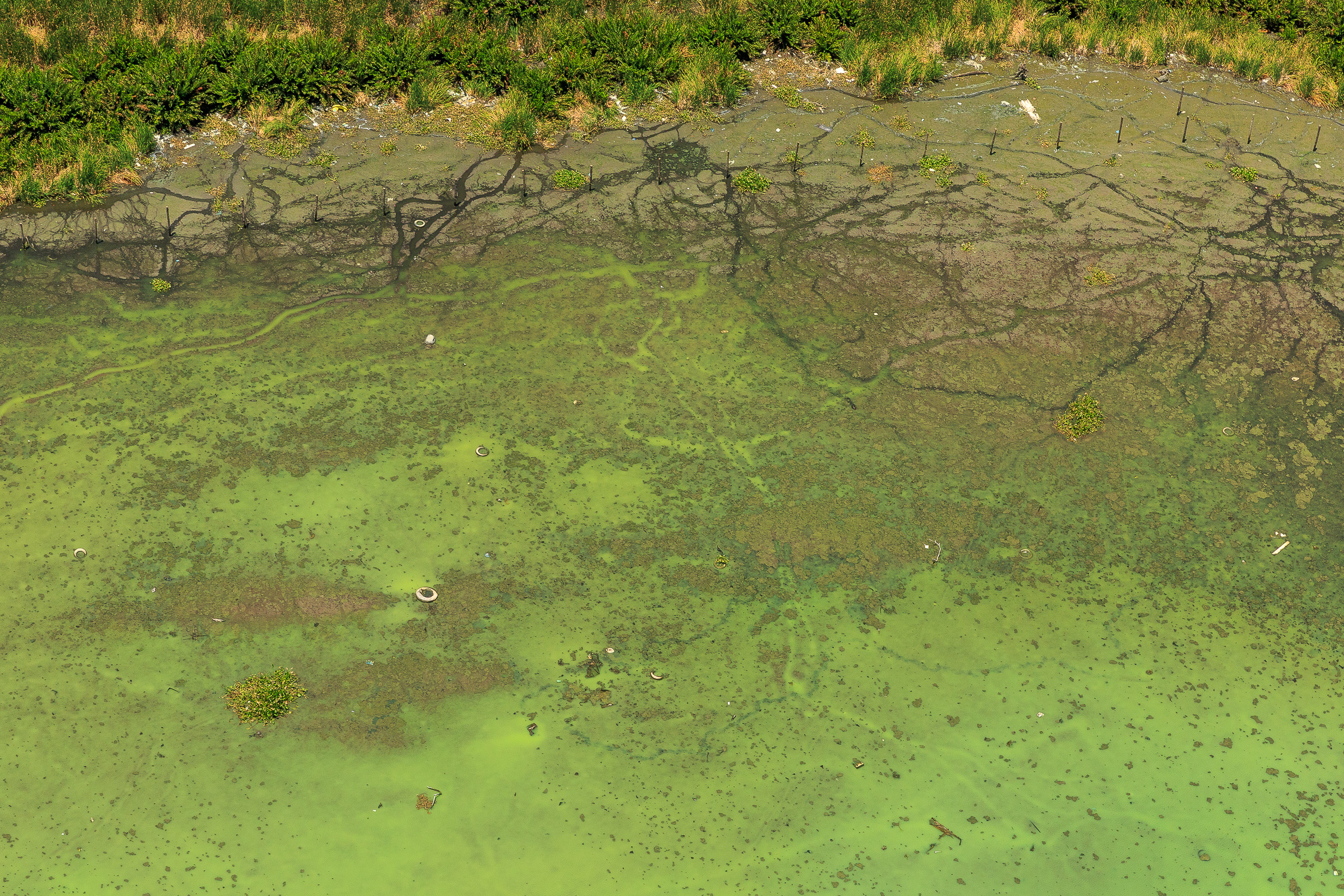
Détail de la pollution de l'étang

La végétation comporte de la mangrove. L'étang est impropre à la baignade, à la pêche et aux sports nautiques en raison de la pollution. Un suivi systématique de la qualité de l'eau du complexe lagunaire de Jacarepaguá est effectué mensuellement dans huit stations d'échantillonnage, avec deux points de collecte dans la lagune de Jacarepaguá, trois dans la lagune de Marapendi, un dans la lagune de Camorim et deux dans la lagune de Tijuca. Les principaux indicateurs physiques et chimiques de la qualité de l'eau sont analysés, ainsi que la communauté phytoplanctonique quant à sa composition quantitative et qualitative. La surveillance effectuée dans le complexe lagunaire peut être intensifiée en raison d'événements éventuels qui altèrent la qualité de ses eaux, en particulier pendant l'été.
Les lagunes de Jacarepaguá et de Tijuca sont souvent affectées par la mortalité des poissons. Selon le biologiste Mario Moscatelli, l'espèce la plus touchée est le tilapia : à cause du vent fort, beaucoup sont piégés dans l'eau.

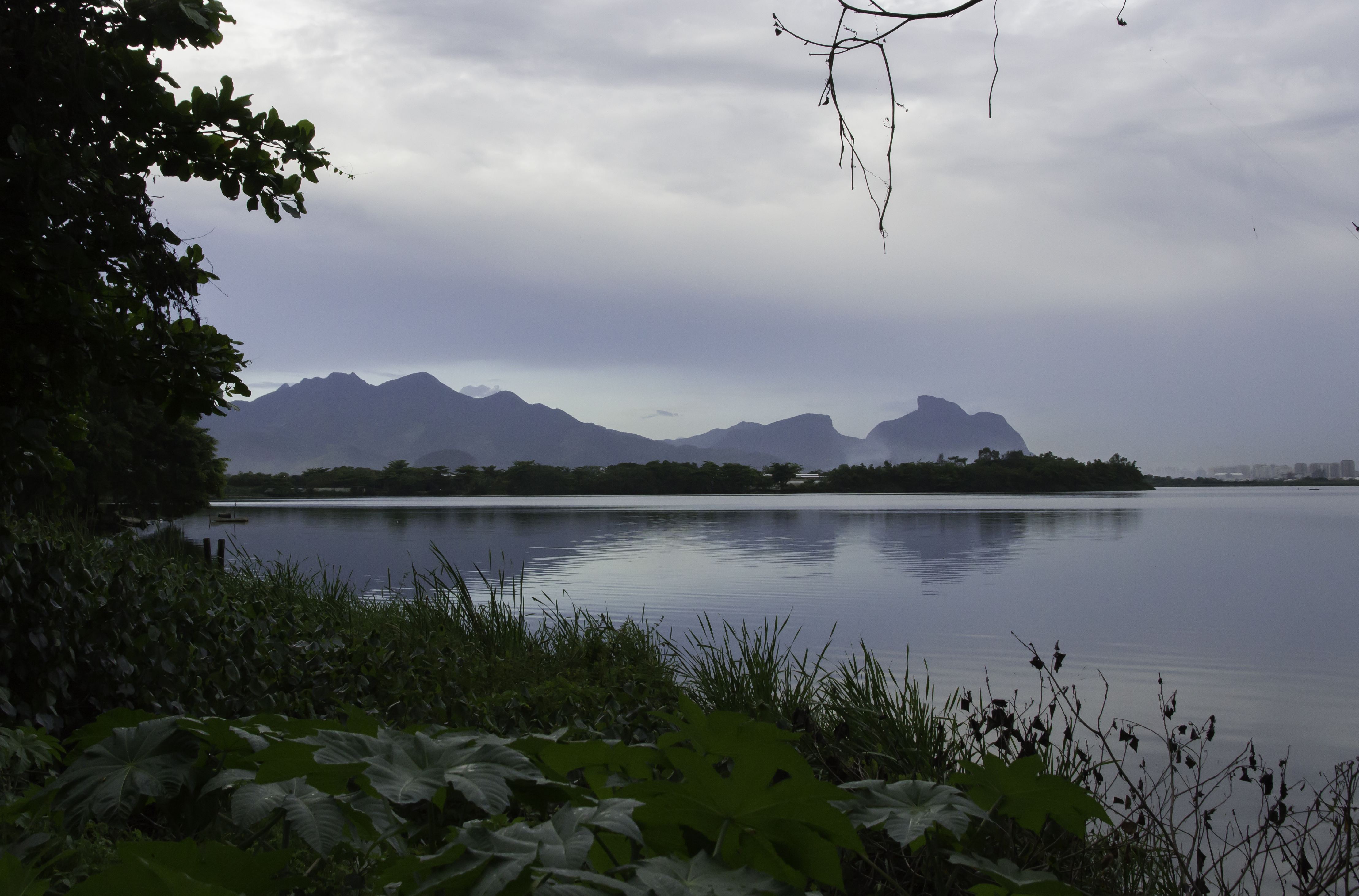
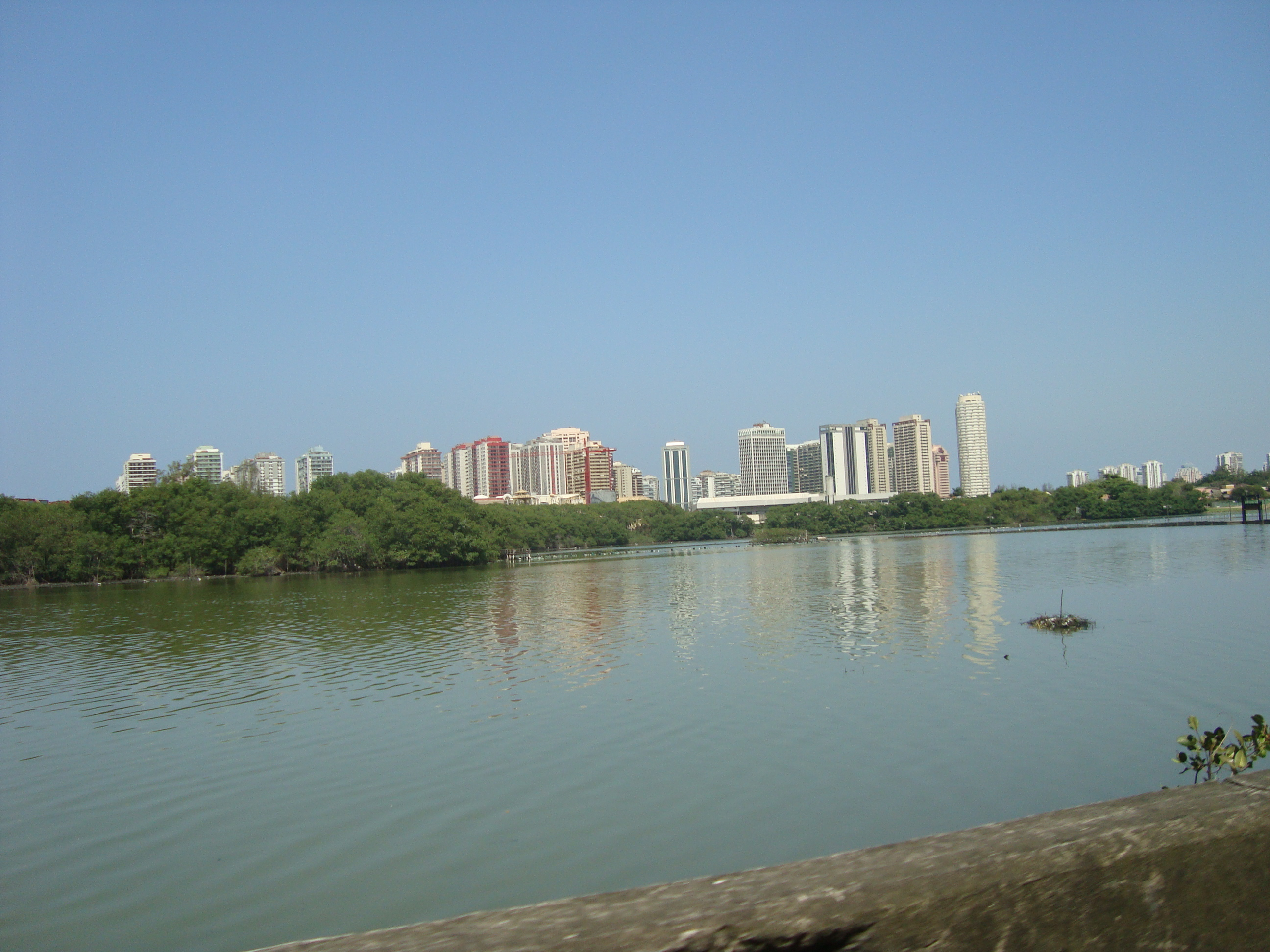

## Source de traduction
- (pt) Cet article est partiellement ou en totalité issu de l’article de Wikipédia en portugais intitulé « Lagoa de Jacarepaguá » (voir la liste des auteurs).